# Stefania Hejmanowska
Stefania Hejmanowska z domu Richter (ur. 1 maja 1937 w Poznaniu, zm. 5 marca 2014 w Gorzowie Wielkopolskim) – polska działaczka społeczna i opozycyjna, senator I kadencji.

## Życiorys
Absolwentka Państwowego Technikum Chemicznego, po jego ukończeniu podjęła pracę zawodową w przemyśle. Od 1966 była zatrudniona w Zakładzie Włókien Sztucznych „Stilon” w Gorzowie Wielkopolskim.
Po sierpniu 1980 wstąpiła do „Solidarności”. Była członkinią prezydium komisji zakładowej oraz regionalnej komisji wykonawczej związku. W stanie wojennym została internowana na okres od 13 grudnia 1981 do 12 marca 1982, przebywała w ośrodkach w Poznaniu, Krzywańcu i Gołdapi.
Brała udział w obradach Okrągłego Stołu. W wyborach parlamentarnych w 1989 z ramienia Komitetu Obywatelskiego została wybrana na senatora I kadencji w województwie gorzowskim. Zasiadała w Komisji Gospodarki Narodowej i Komisji Ochrony Środowiska. Po zakończeniu pracy w parlamencie zakładała w Gorzowie Wielkopolskim warsztaty terapii zajęciowej. Uczestniczyła w kampaniach prezydenckich Lecha Wałęsy w 1995 i 2000. Działała w Klubie Inteligencji Katolickiej, pełniła również funkcję wiceprezesa Stowarzyszenia Rodzin Katolickich.
W 2001 otrzymała Złoty Krzyż Zasługi, a w 2007 Krzyż Oficerski Orderu Odrodzenia Polski.
Pochowana na cmentarzu komunalnym w Gorzowie Wielkopolskim.